# حزب کمونیست سیلان (مائوئیست)
حزب کمونیست سیلان (مائوئیست) حزبی سیاسی در سری لانکاست. این حزب در ۱۹۶۴ به عنوان انشعابی از حزب کمونیست سیلان تأسیس شد.
این حزب طرفدار خط مائوئیستی و دقیق تر «مارکسیسم-لنینیسم-مائوئیسم» است و عضو سازمان «جنبش انقلابی انترناسیونالیستی» (بین‌الملل سازمان‌های مائوئیست) است.